# دیمیترو کاریوچنکو
دیمیترو کاریوچنکو (اوکراینی: Дмитро Миколайович Карюченко؛ زادهٔ ۱۵ ژانویهٔ ۱۹۸۰) شمشیرباز اهل اوکراین است.